# Nikolaj Vladimirovič Ėkk
Nikolaj Vladimirovič Ėkk (Riga, 14 giugno 1902 – Mosca, 13 luglio 1976) è stato un regista cinematografico sovietico. Allievo del regista teatrale Vsevolod Mejerchol'd, è sceneggiatore e regista del primo film sonoro sovietico ( Il cammino verso la vita, 1931), storia dell'educazione marxista di un gruppo di giovani sbandati. Alla 1. Esposizione Internazionale D'Arte Cinematografica di Venezia è stato il regista che più ha convinto. A lui si deve anche il primo film sovietico a colori, Grunja Kornakova (inizialmente intitolato Soloveji, solovuska, Usignolo, piccolo usignolo, 1936) Dopo la guerra, vittima delle purghe staliniane, viene allontanato da Mosca e abbandona il cinema.

## Filmografia (parziale)

### Regista
- Il cammino verso la vita (Putëvka v žizn') (1931)
- Solovej-Solovuško (1936)[1]
- Soročinskaja jarmarka (1938)[2]